# Маркус Мілнер (футболіст)
Маркус Раглан Вебб Мілнер (англ. Marcus Raglan Webb Milner; нар. 28 листопада 1991, Кінгстон, Ямайка) — англійський та ямайський футболіст, півзахисник клубу «Романія».

## Життєпис
Народився в столиці Ямайки, місті Кінгстон. Дебютував за «Саутенд Юнайтед» 8 травня 2010 року в програному (1:3) виїзному поєдинку Першої ліги Англії проти «Саутгемптона», в якому на 87-й хвилині замінив Стьарта О'Кіфа.
Протягом сезону 2012/13років провів 11 матчів за команду Істмійської ліги «Вінгейт енд Фішлі» та знову підписав контракт з клубом на сезон 2013/14 року.
21 вересня 2013 року провів свою останню гру за «Вінгейт енд Фішлі» у програному (1:3) поєдинку проти «Льюїса», перш ніж у січні 2014 року підписав контракт із клубом «Кроулі Даун Гетвік» у Першого дивізіону зони «Південь» Істмійської ліги.